# Gráfszorzás
A matematika, azon belül a gráfelmélet területén a gráfszorzás olyan kétváltozós gráfművelet, amely gráfok rendezett párjaihoz egy új gráfot rendel. Specifikusan: a két bemeneti gráf, G1 és G2 alapján kimenetként a következő tulajdonságokkal rendelkező H-t adja:
- H csúcshalmaza a V(G1) × V(G2) Descartes-szorzat, ahol V(G1) és V(G2) a G1, illetve a G2 csúcshalmazai.
- Két H-beli csúcs (u1, u2) és (v1, v2) pontosan akkor szomszédosak, ha az u1, u2, v1, v2 csúcsokra teljesül valamely G1 és G2 éleire vonatkozó feltétel. A gráfszorzatok különböző fajtái éppen ebben a feltételben térnek el.

A különböző gráfszorzatok leírása és jelölése az irodalomban erősen változó lehet; bár az alább alkalmazott jelölések elég elterjedtek, érdemes egy-egy cikk olvasásakor ellenőrizni, hogy az adott szerző egy gráfszorzat mely definícióját használja, főleg régebbi szövegekben.

## Áttekintő táblázat
A következő táblázat felsorolja az elterjedtebb gráfszorzatokat. A {\displaystyle \sim }; jelentése „a két csúcs össze van kötve”, míg a {\displaystyle \not \sim } az össze nem kötöttséget jelöli. A táblázatban alkalmazott szimbólumok nem tekinthetők univerzálisan elfogadottnak, különösen a régi cikkekben találhatók egyedi jelölések.
| Név                                                                         | {\displaystyle (u_{1},u_{2})\sim (v_{1},v_{2})} feltétele | Méret (élek száma) {\displaystyle {\begin{array}{cc}n_{1}=\vert \mathrm {V} (G)\vert &n_{2}=\vert \mathrm {V} (H)\vert \\m_{1}=\vert \mathrm {E} (G)\vert &m_{2}=\vert \mathrm {E} (H)\vert \end{array}}} | Példa            |
| --------------------------------------------------------------------------- | --- | --- | ---------------- |
| Descartes-szorzat {\displaystyle G\square H}                                | ( {\displaystyle u_{1}} = {\displaystyle v_{1}} és {\displaystyle u_{2}} {\displaystyle \sim } {\displaystyle v_{2}} ) vagy ( {\displaystyle u_{1}} {\displaystyle \sim } {\displaystyle v_{1}} és {\displaystyle u_{2}} = {\displaystyle v_{2}} ) | {\displaystyle m_{2}n_{1}+m_{1}n_{2}} |                  |
| Tenzorszorzat (kategóriaszorzat) {\displaystyle G\times H}                  | {\displaystyle u_{1}} {\displaystyle \sim } {\displaystyle v_{1}} és {\displaystyle u_{2}} {\displaystyle \sim } {\displaystyle v_{2}} | {\displaystyle 2m_{1}m_{2}} |                  |
| Lexikografikus szorzat {\displaystyle G\cdot H} vagy {\displaystyle G[H]}   | u1 ∼ v1 vagy ( u1 = v1 és u2 ∼ v2 ) | {\displaystyle m_{2}n_{1}+m_{1}n_{2}^{2}} |                  |
| Erős szorzat (Normál szorzat, ÉS szorzat) {\displaystyle G\boxtimes H}      | ( u1 = v1 és u2 ∼ v2 ) vagy ( u1 ∼ v1 és u2 = v2 ) vagy ( u1 ∼ v1 és u2 ∼ v2 ) | {\displaystyle n_{1}m_{2}+n_{2}m_{1}+2m_{1}m_{2}} |                  |
| Ko-normális szorzat (diszjunktív szorzat, VAGY szorzat) {\displaystyle G*H} | u1 ∼ v1 vagy u2 ∼ v2 | |                  |
| Moduláris szorzat                                                           | {\displaystyle (u_{1}\sim v_{1}} és {\displaystyle u_{2}\sim v_{2})} vagy {\displaystyle (u_{1}\not \sim v_{1}} és {\displaystyle u_{2}\not \sim v_{2})}                                                                                           | |                  |
| Gyökeres szorzat                                                            | Lásd a szócikket | {\displaystyle m_{2}n_{1}+m_{1}} |                  |
| Cikkcakkszorzat                                                             | Lásd a szócikket | Lásd a szócikket | Lásd a szócikket |
| Replacement szorzat                                                         | | |                  |
| Homomorf szorzat {\displaystyle G\ltimes H}                                 | {\displaystyle (u_{1}=v_{1})} vagy {\displaystyle (u_{1}\sim v_{1}} és {\displaystyle u_{2}\not \sim v_{2})} | |                  |

Általában egy gráfszorzat értékét az (u1, u2) ∼ (v1, v2)-re vonatkozó olyan feltétel határozza meg, ami a következő kifejezések segítségével megadható: u1 ∼ v1, u2 ∼ v2, u1 = v1 vagy u2 = v2.

## Mnemonik
Néhány egyszerű trükk segít megkülönböztetni a sokféle gráfszorzatot.
Jelöljük a két csúcsú teljes gráfot (ami egyetlen élből áll) {\displaystyle K_{2}}-vel. Ekkor a {\displaystyle K_{2}\square K_{2}}, {\displaystyle K_{2}\times K_{2}} és {\displaystyle K_{2}\boxtimes K_{2}} szorzatgráfok éppen úgy néznek ki, mint az őket előállító műveleti jel. Például a {\displaystyle K_{2}\square K_{2}} a négy csúcsból álló kör (négyzet) és {\displaystyle K_{2}\boxtimes K_{2}} a négy csúcsú teljes gráf. A lexikografikus szorzás jelölése – {\displaystyle G[H]} – arra emlékeztet, hogy ez a szorzástípus nem kommutatív.